# 大雷恰克农村居民点
大雷恰克农村居民点（俄语：Большелычакское сельское поселение）是俄罗斯联邦伏尔加格勒州弗罗洛沃区所属的一个农村居民点。其下辖有3个居民点，行政中心为大雷恰克。据2016年统计，该农村居民点的人口为915人。